# Bataille de pouces
 (mai 2016).
Si vous disposez d'ouvrages ou d'articles de référence ou si vous connaissez des sites web de qualité traitant du thème abordé ici, merci de compléter l'article en donnant les références utiles à sa vérifiabilité et en les liant à la section « Notes et références ».

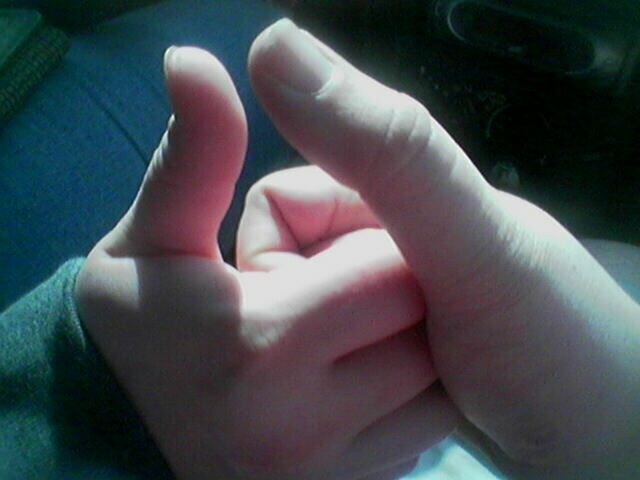
Une bataille de pouces.

La bataille de pouces, également appelée combat de pouces, guerre des pouces, bras de fer chinois, dame des pouces ou encore pouce pouce chinois est un jeu dont le but est, pour chacun des deux joueurs, de coincer le pouce de l'adversaire avec le sien. Ce jeu se pratique main dans la main, les participants se tenant par les quatre autres doigts repliés en crochet.

## Les règles du jeu
Il est impossible de jouer à 3 joueurs mais il est possible de jouer à 4 ou plus en utilisant ses deux mains.
On commence habituellement une partie par la phrase « Je déclare la guerre des pouces », « Je déclare la guerre des pouces ouverte » (anglais : I declare a thumb war) ou bien « Un, deux, trois, bras de fer chinois ». On dit la phrase qui marque le début de partie syllabe par syllabe en posant son pouce en premier sur l'index de l'adversaire au niveau du métacarpe puis sur le nôtre, puis sur l'index adverse, etc.
Le gagnant est celui qui réussit à coincer le pouce 
Il faut coincer le pouce adverse et avoir le temps de dire « Un, deux, trois, bras de fer chinois » (soit entre 2 et 4 secondes) pour être déclaré vainqueur.

## Compétitions
Les premières compétitions de combats de pouces voient le jour dans les confréries étudiantes de Nord-Est de la France. Ces combats, dans un premier temps informels, attirent de plus en plus de public chaque année. Certains combattants s'illustrent par leur courage et leur ténacité. La plus célèbre, Samantha L., reconnue pour son style de combat agressif, a ainsi remporté 4 fois de suite le championnat du monde de bras de fer chinois dans la catégorie droitier et notamment face à l'ex teneur du titre de nationalité chinoise, lors du championnat du monde 2019 qui s'est déroulé en Angleterre. 